# Запорожье (Магдалиновский район)
Запорожье (укр. Запоріжжя) — село,
Александровский сельский совет,
Магдалиновский район,
Днепропетровская область,
Украина.
Код КОАТУУ — 1222380503. Население по переписи 2001 года составляло 54 человека.

## Географическое положение
Село Запорожье находится на левом берегу реки Кильчень,
выше по течению примыкает село Весёлый Гай,
ниже по течению на расстоянии в 1,5 км расположено село Александровка,
на противоположном берегу — село Кильчень.
Рядом проходит автомобильная дорога Т-0410.